# هاوکسبری پکت
هاوکسبری پکت (به انگلیسی: Hawkesbury Packet) یک کشتی بود. این کشتی در سال ۱۸۱۱ ساخته شد.